# Campionato mondiale di motocross 1986
Il campionato mondiale di motocross del 1986, fu la trentesima edizione, si disputò su 12 prove dal 9 marzo al 24 luglio 1986.
Al termine della stagione il britannico David Thorpe si aggiudicò il titolo per la classe 500cc, il francese Jacky Vimond quello della 250cc e l'olandese David Strijbos lo conquistò nella classe 125cc.

## 500 cc

### Calendario
| Prova | Data      | Gran Premio                   | Località        | Vincitore GP     |
| ----- | --------- | ----------------------------- | --------------- | ---------------- |
| 1     | 20 aprile | Gran Premio d'Austria         | Sittendorf      | André Malherbe   |
| 2     | 27 aprile | Gran Premio dei Paesi Bassi   | Markelo         | Dave Thorpe      |
| 3     | 4 maggio  | Gran Premio di Svezia         | Wimmerby        | Kees Van der Ven |
| 4     | 11 maggio | Gran Premio di Finlandia      | Ruskeasanta     | Eric Geboers     |
| 5     | 8 giugno  | Gran Premio di Germania       | Beuern          | André Malherbe   |
| 6     | 22 giugno | Gran Premio del Canada        | Chatsworth      | André Malherbe   |
| 7     | 29 giugno | Gran Premio degli Stati Uniti | Carlsbad        | Rick Johnson     |
| 8     | 6 luglio  | Gran Premio di Francia        | Château-du-Loir | Georges Jobé     |
| 9     | 13 luglio | Gran Premio di Gran Bretagna  | Hawkstone Park  | Eric Geboers     |
| 10    | 3 agosto  | Gran Premio del Belgio        | Namur           | Georges Jobé     |
| 11    | 10 agosto | Gran Premio del Lussemburgo   | Ettelbruck      | Georges Jobé     |

### Classifica finale piloti
| Pos. | Pilota           | Moto     | Punti |
| ---- | ---------------- | -------- | ----- |
| 1    | Dave Thorpe      | Honda    | 316   |
| 2    | André Malherbe   | Honda    | 311   |
| 3    | Eric Geboers     | Honda    | 299   |
| 4    | Georges Jobé     | Kawasaki | 296   |
| 5    | Kees Van der Ven | KTM      | 211   |
| 6    | Leif Persson     | Yamaha   | 202   |
| 7    | Kurt Nicoll      | Kawasaki | 157   |
| 8    | Håkan Carlqvist  | Yamaha   | 156   |
| 9    | Rob Andrews      | Kawasaki | 67    |
| 10   | Mervyn Anstie    | Kawasaki | 62    |

## 250 cc

Gara a Schwanenstadt, Gran Premio d'Austria

### Calendario
| Prova | Data      | Gran Premio                   | Località          | Vincitore GP       |
| ----- | --------- | ----------------------------- | ----------------- | ------------------ |
| 1     | 9 marzo   | Gran Premio dei Paesi Bassi   | Venray            | Jacky Vimond       |
| 2     | 13 aprile | Gran Premio d'Austria         | Schwanenstadt     | Jacky Vimond       |
| 3     | 4 maggio  | Gran Premio di Francia        | Villars-sous-Écot | Jacky Vimond       |
| 4     | 11 maggio | Gran Premio d'Italia          | Gallarate         | Michele Fanton     |
| 5     | 25 maggio | Gran Premio di Cecoslovacchia | Sverepec          | Jeremy Whatley     |
| 6     | 1º giugno | Gran Premio di Jugoslavia     | Tržič             | Jacky Vimond       |
| 7     | 8 giugno  | Gran Premio di Gran Bretagna  | Farleigh Castle   | Jacky Vimond       |
| 8     | 15 giugno | Gran Premio del Belgio        | Angreau           | Andy Nicholls      |
| 9     | 29 giugno | Gran Premio di Svizzera       | Rothenthurm       | Jacky Vimond       |
| 10    | 6 luglio  | Gran Premio di Germania       | Rudersberg        | Jacky Vimond       |
| 11    | 20 luglio | Gran Premio degli Stati Uniti | Unadilla          | Bob Hannah         |
| 12    | 24 luglio | Gran Premio di Svezia         | Saxtorp           | Gert-Jan Van Doorn |

### Classifica finale piloti
| Pos. | Pilota             | Moto      | Punti |
| ---- | ------------------ | --------- | ----- |
| 1    | Jacky Vimond       | Yamaha    | 315   |
| 2    | Michele Rinaldi    | Suzuki    | 222   |
| 3    | Gert-Jan Van Doorn | Honda     | 188   |
| 4    | Jeremy Whatley     | Cagiva    | 178   |
| 5    | Jorgen Nilsson     | Suzuki    | 164   |
| 6    | Peter Hansson      | Husqvarna | 160   |
| 7    | Jo Martens         | Husqvarna | 160   |
| 8    | Michele Fanton     | Yamaha    | 137   |
| 9    | Kurt Ljungvist     | Yamaha    | 128   |
| 10   | Peter Johansson    | Honda     | 95    |

## 125 cc

### Calendario
| Prova | Data      | Gran Premio                   | Località           | Vincitore GP      |
| ----- | --------- | ----------------------------- | ------------------ | ----------------- |
| 1     | 6 aprile  | Gran Premio di Francia        | Castelnau de Levis | Pekka Vehkonen    |
| 2     | 13 Aprile | Gran Premio dei Paesi Bassi   | Mill               | Dave Strijbos     |
| 3     | 20 Aprile | Gran Premio d'Italia          | Grottazzolina      | Massimo Contini   |
| 4     | 5 maggio  | Gran Premio del Belgio        | Genk               | Dave Strijbos     |
| 5     | 1 Giugno  | Gran Premio di Spagna         | Mongay             | John Van Den Berk |
| 6     | 15 Giugno | Gran Premio di Cecoslovacchia | Dalečín            | Massimo Contini   |
| 7     | 28 Giugno | Gran Premio d'Irlanda         | Killinchy          | Dave Strijbos     |
| 8     | 27 luglio | Gran Premio di Svezia         | Vrigstad           | John Van Den Berk |
| 9     | 3 Agosto  | Gran Premio di Germania       | Rudesberg          | Massimo Contini   |
| 10    | 10 Agosto | Gran Premio di Finlandia      | Kuopio             | John Van Den Berk |
| 11    | 24 Agosto | Gran Premio d'Argentina       | Salta              | Dave Strijbos     |
| 12    | 31 agosto | Gran Premio del Brasile       | Belo Horizonte     | Micky Dymond      |

### Classifica finale piloti
| Pos. | Pilota            | Moto    | Punti |
| ---- | ----------------- | ------- | ----- |
| 1    | Dave Strijbos     | Cagiva  | 358   |
| 2    | John Van Den Berk | Yamaha  | 297   |
| 3    | Massimo Contini   | Cagiva  | 259   |
| 4    | Pekka Vehkonen    | Cagiva  | 259   |
| 5    | Mikka Kouki       | Yamaha  | 226   |
| 6    | Ismo Vehkonen     | Honda   | 215   |
| 7    | Arto Pantilla     | KTM     | 192   |
| 8    | Alberto Barozzi   | Benelli | 161   |
| 9    | Bob Moore         | Suzuki  | 100   |
| 10   | Dietmar Larcher   | KTM     | 94    |